# Bernhard Bergmeyer

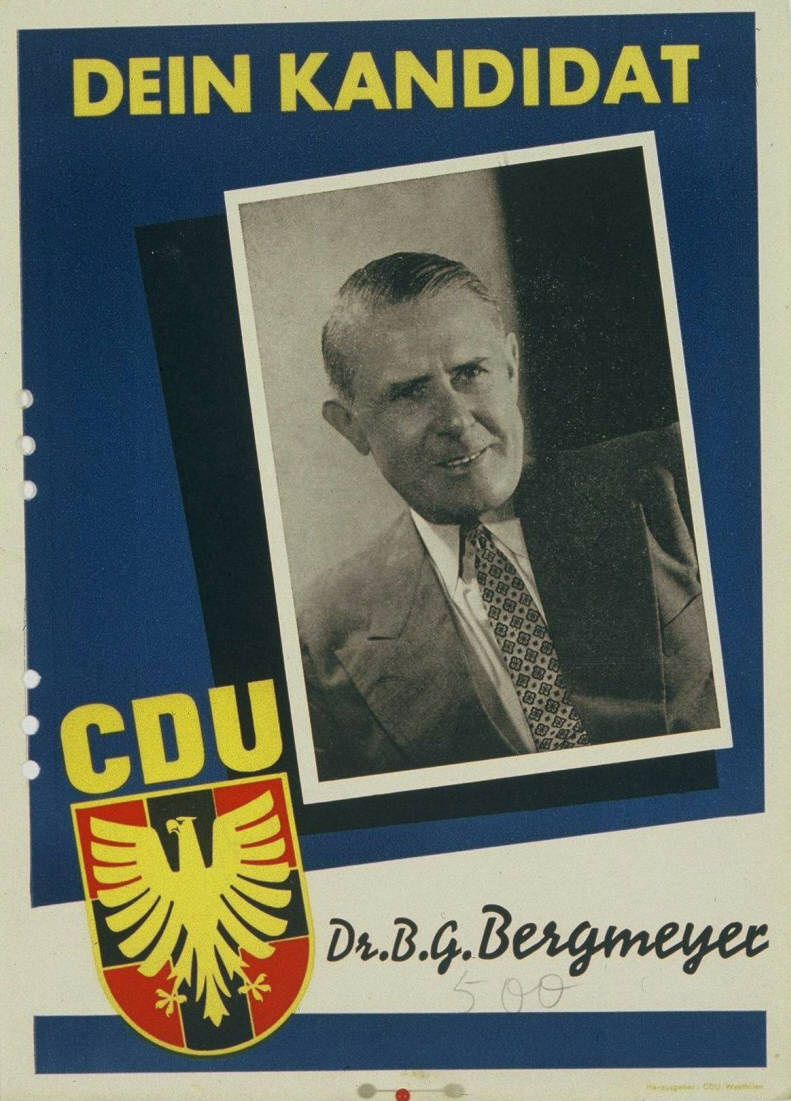
Bernhard Gerhard Bergmeyer auf einem Wahlplakat zur Bundestagswahl 1957

Bernhard Gerhard Bergmeyer (* 22. Juni 1897 in Ibbenbüren; † 2. März 1987 in Löningen) war ein deutscher Politiker der CDU.

## Leben und Beruf
Bergmeyer, der römisch-katholischen Glaubens war, studierte nach dem Abitur Rechts- und Staatswissenschaften in Bonn. 1921 wurde er zum Dr. jur. promoviert. Von 1922 bis 1948 war er hauptamtlicher Leiter von Wirtschaftsverbänden und auch Hauptgeschäftsführer der Industrie- und Handelskammer für das südöstliche Westfalen. Zum 1. Mai 1937 trat er der NSDAP bei (Mitgliedsnummer 3.989.538).
1949 wurde er zum Professor für Wirtschaftswissenschaften an der amerikanischen University of Notre Dame berufen, kehrte aber 1951 nach Deutschland zurück, um die Leitung der Honselwerke AG in Meschede zu übernehmen.
Von 1953 bis 1961 gehörte Bergmeyer, der 1953 der CDU beigetreten war, dem Deutschen Bundestag an.